# Примор'є (футбольний клуб)
Футбольний клуб «Примор'є» Айдовщина (словен. Nogometni klub Primorje Ajdovščina) — колишній словенський футбольний клуб з Айдовщини, що існував у 1924—2011 роках.

## Досягнення
- Перша ліга
  - Срібний призер (2): 1996/97, 2001/02
  - Бронзовий призер (1): 2000/01
- Кубок Словенії
  - Фіналіст (3): 1996, 1997, 1998

## Участь в єврокубках
| Сезон   | Турнір                 | Раунд                 | Супротивник        | 1-й матч | 2-й матч | Сумарно |
| ------- | ---------------------- | --------------------- | ------------------ | -------- | -------- | ------- |
| 1997–98 | Кубок володарів кубків | Кваліфікаційний раунд | Уніон (Люксембург) | 2–0      | 1–0      | 3–0     |
| 1997–98 | Кубок володарів кубків | Перший раунд          | АІК                | 1–0      | 1–1      | 2–1     |
| 1997–98 | Кубок володарів кубків | Другий раунд          | Рода (Керкраде)    | 0–2      | 0–4      | 0–6     |
| 2002–03 | Кубок УЄФА             | Кваліфікаційний раунд | Звартноц-ААЛ       | 6–1      | 0–2      | 6–3     |
| 2002–03 | Кубок УЄФА             | Перший раунд          | Вісла (Краків)     | 0–2      | 1–6      | 1–8     |
| 2004–05 | Кубок УЄФА             | Кваліфікаційний раунд | Марсашлокк         | 1–0      | 2–0      | 3–0     |
| 2004–05 | Кубок УЄФА             | Перший раунд          | Динамо (Загреб)    | 0–4      | 2–0      | 2–4     |